# Веливанов, Георгий Сергеевич
Георгий Сергеевич Веливанов (род. 25 мая 1989, Красноярск) — российский регбист, играющий на позиции хукера и играющий тренер в команде «Ротор».

## Биография

### Клубная карьера
Воспитанник школы «Красного Яра». Первый тренер — Анатолий Иванович Ивашкин. В чемпионате России дебютировал в 2008 году за команду СФУ (регбийная команда Сибирского федерального университета). В связи с тем, что не проходил в состав  2011 «Красного Яра» ушел в аренду в «Радугу» из Таганрога (впоследствии «Радуга» была переименована в «Булаву». В 2012 Георгий был назначен капитаном команды и оставался им долгие годы. Также в первые годы Георгий исполнял штрафные удары, что не характерно для игрока его амплуа. На протяжении долгого времени Георгий был одним из лидеров таганрожцев, например в сезоне 2019 года провел больше всех (из команды) минут на поле - 1013. В январе 2020 года из-за сложной финансовой ситуации в клубе перешел в казанскую «Стрелу».

### Карьера в сборной
Георгий стал бронзовым призёром Чемпионата Европы по регби 2008 г. среди молодежных команд.